# Tvarožná Lhota
Tvarožná Lhota je obec v okrese Hodonín v Jihomoravském kraji 4 km jihovýchodně od Strážnice. Žije zde 933 obyvatel.
V roce 2012 získala obec 2. místo v celostátním kole soutěže Vesnice roku.

## Pamětihodnosti
- Kostel svaté Anny
- Muzeum oskeruše[5]
- Národní přírodní rezervace Čertoryje
- Památné stromy:
  - Dub v Jiříkovci
  - Obecní dřín
  - Špirudova oskeruše
  - Tomečkova oskoruša
- Rozhledna Travičná[6]
- Přírodní vodní nádrž Lučina na potoce Radějovka

## Fotogalerie

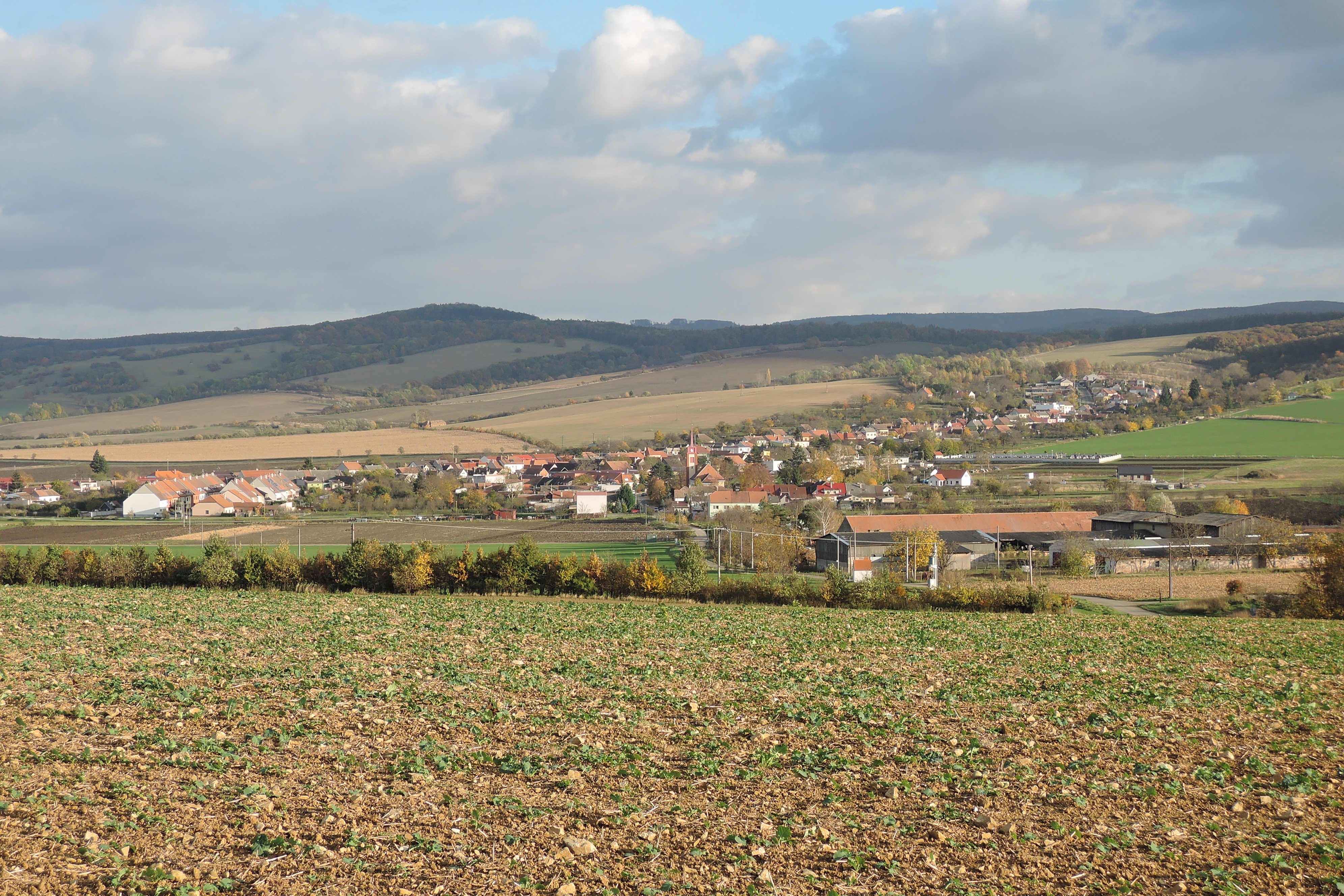
Pohled na obec
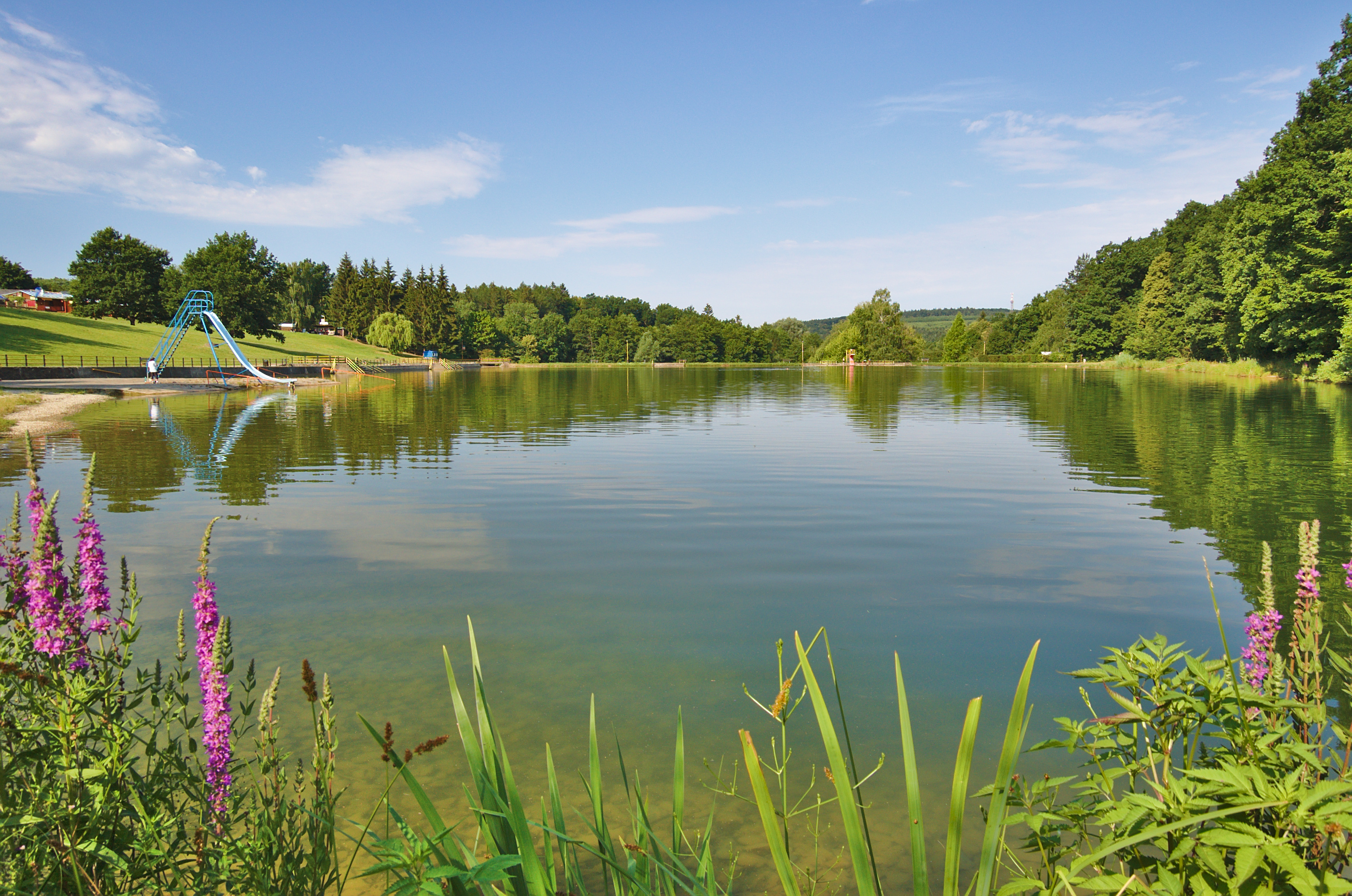
Koupaliště Lučina
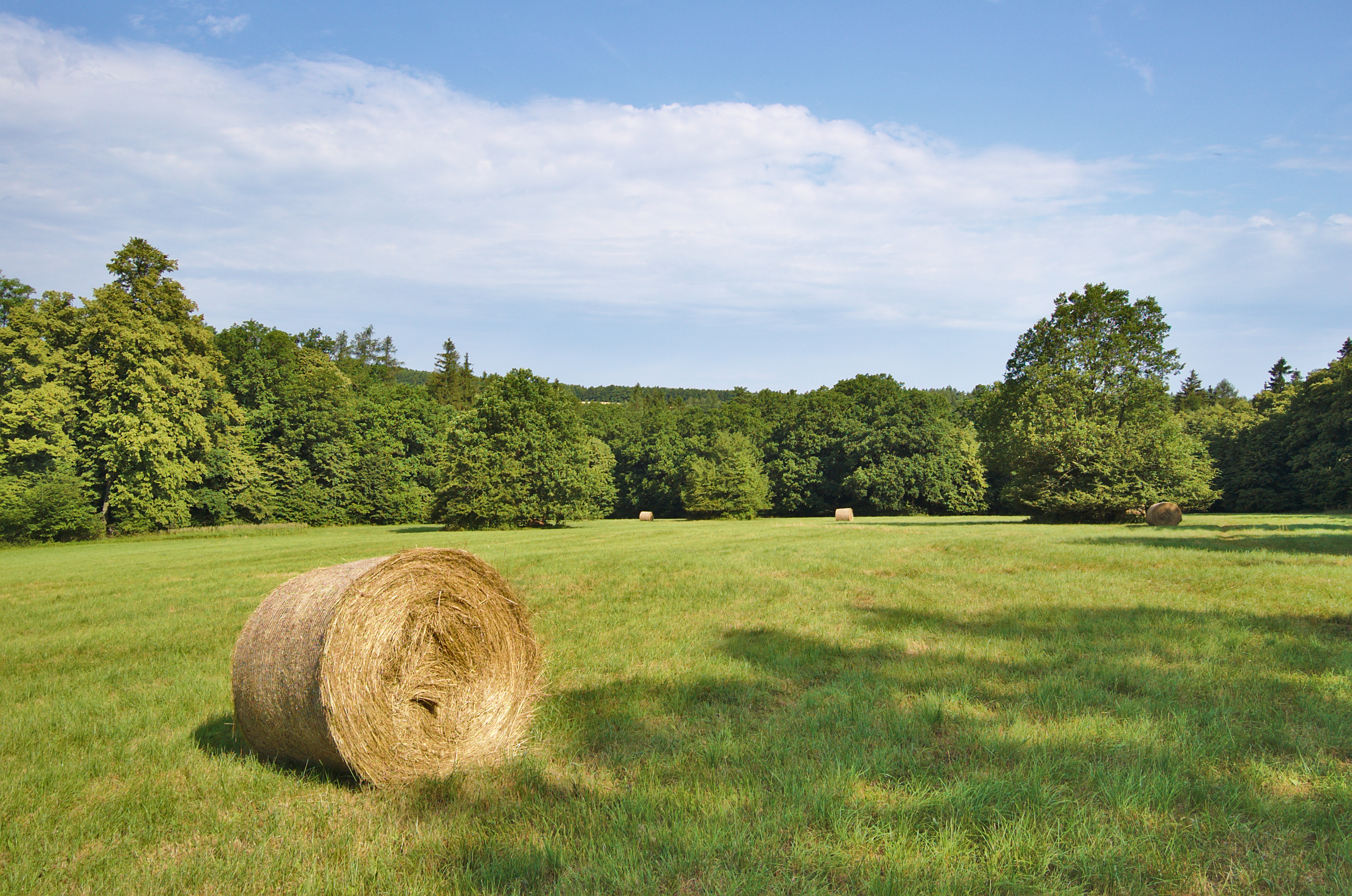
Národní přírodní rezervace Čertoryje
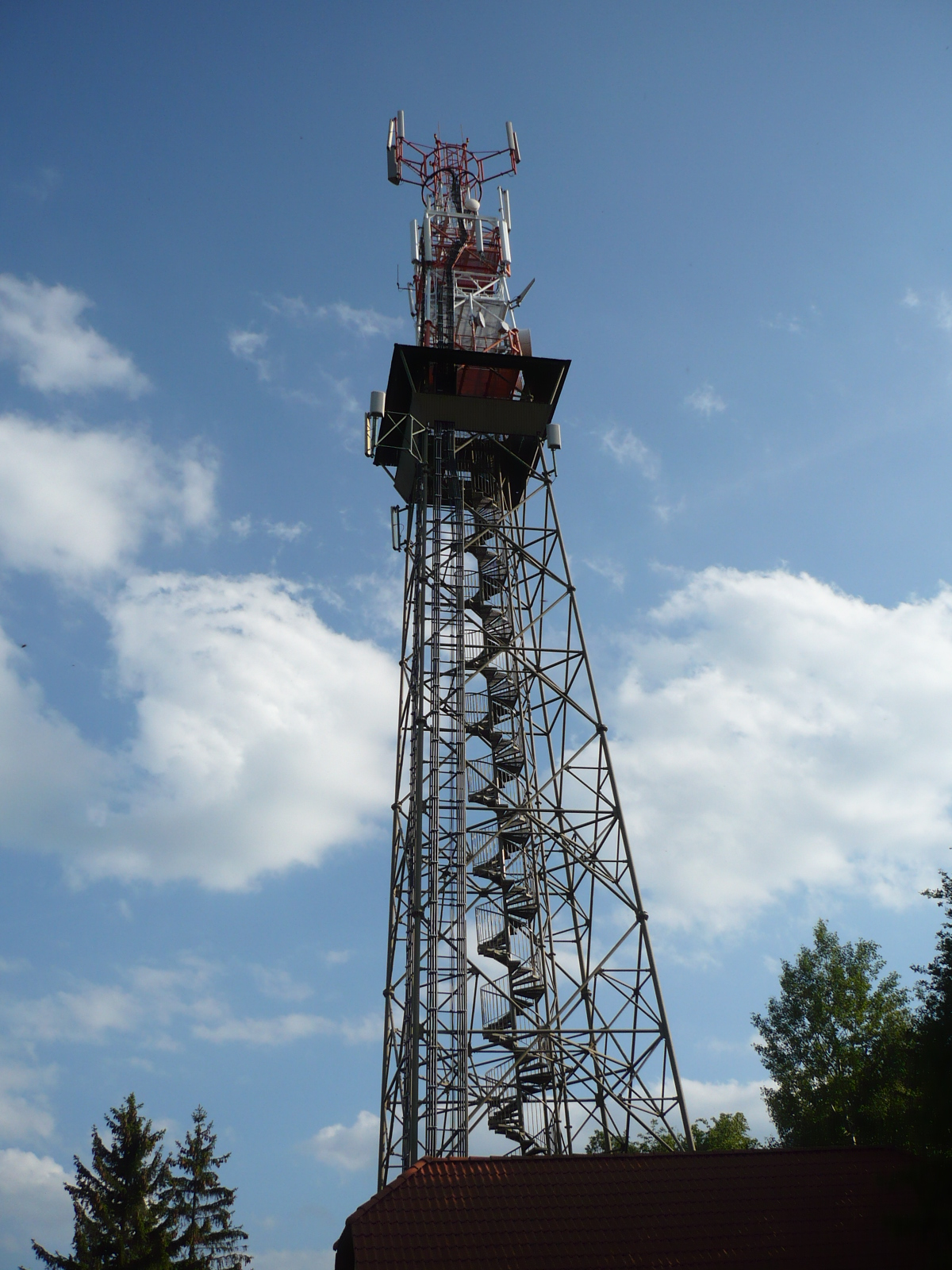
Rozhledna Travičná
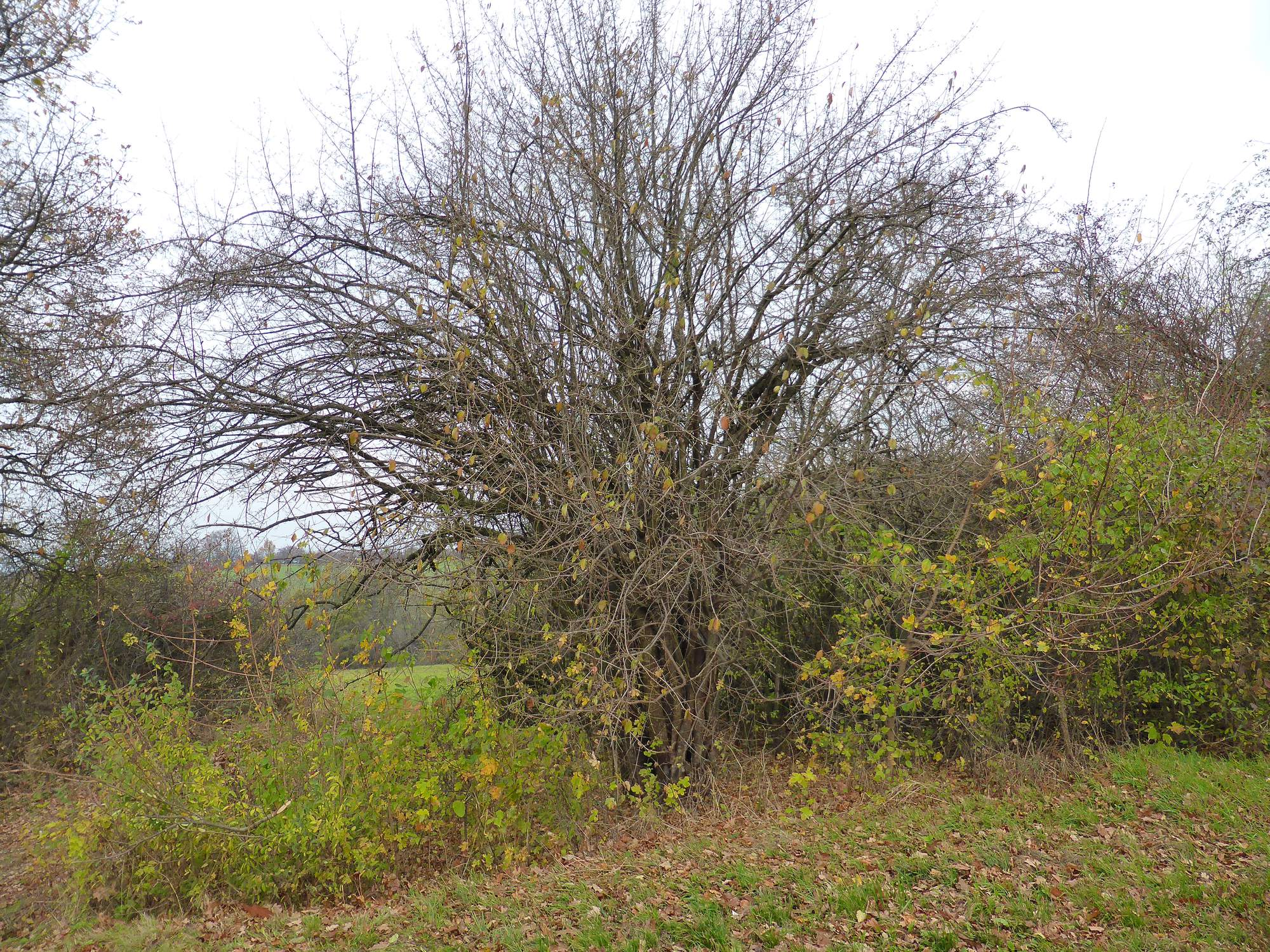
Obecní dřín
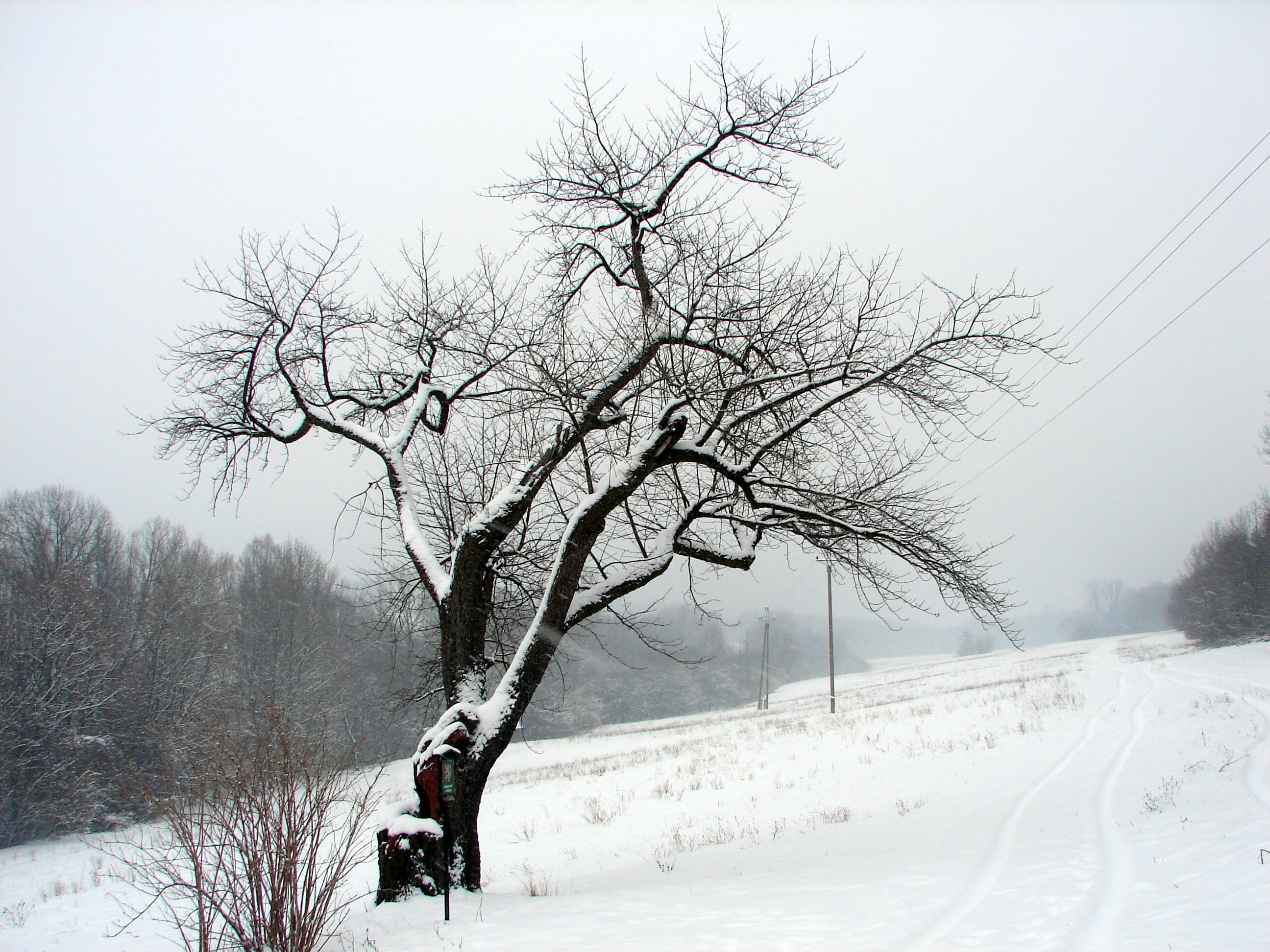
Špirudova oskeruše
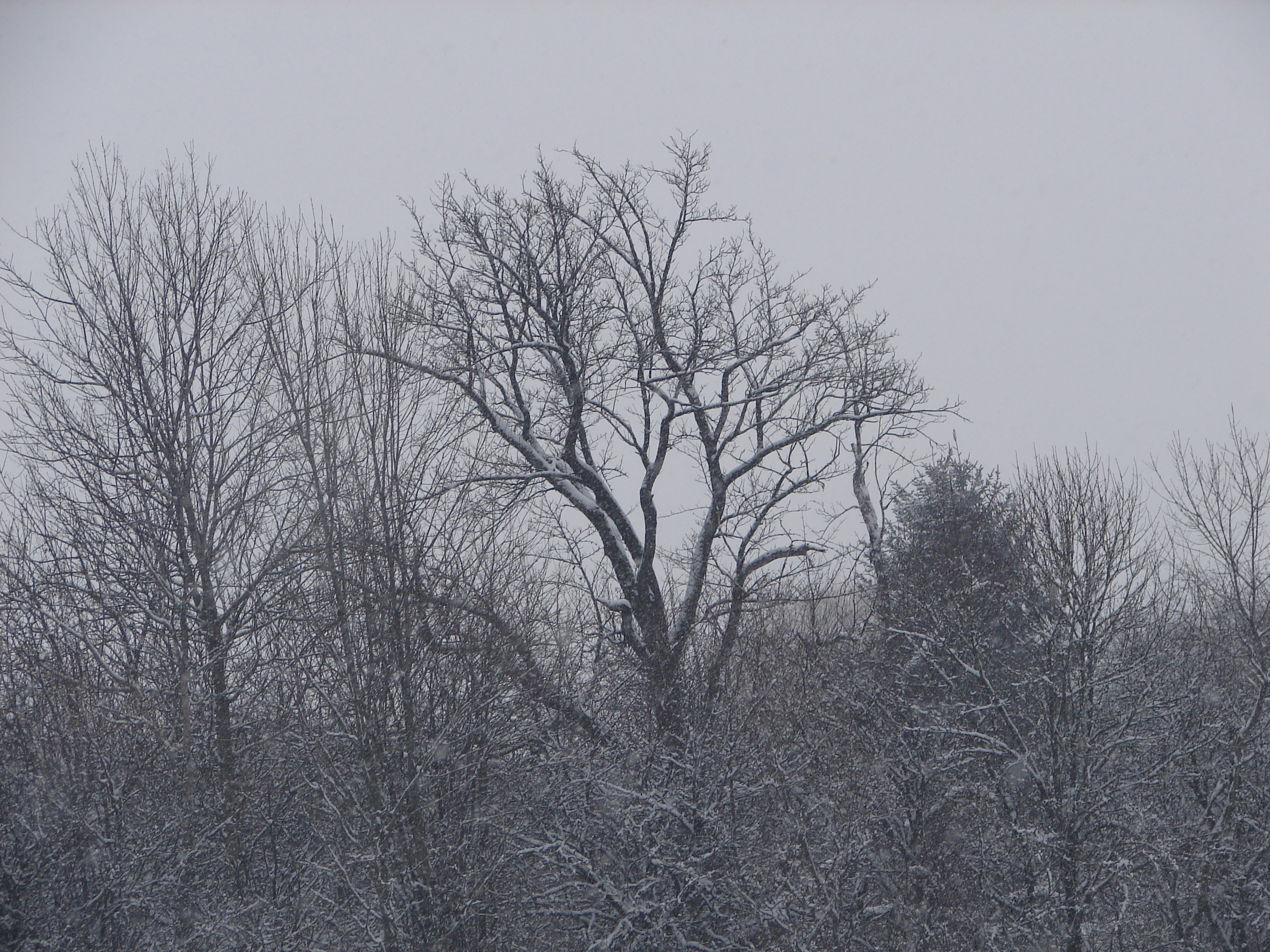
Tomečkova oskoruša